# Pikine
Pikine, correspondant au département du même nom, est officiellement la deuxième ville du Sénégal pour sa population. C'est une ville nouvelle située à l'arrivée de l'autoroute Thiès–Dakar dans la région de Dakar, non loin de la capitale.

## Histoire
L'histoire de Pikine est brève, c'est une agglomération périphérique, une ville-satellite créée de toutes pièces à partir d'avril 1952.
Le terme « déguerpissement » parfois employé à ce sujet signifie que des populations des quartiers populaires de Dakar ont été déplacées autoritairement dans le cadre de projets d'aménagement urbain.

## Administration
Pikine est devenue une commune par le décret n° 83-1129 du 29 octobre 1983. Avec la loi n° 96-06 du 22 mars 1996 et le décret n° 96-745 du 30 août 1996, elle a obtenu le statut de ville, divisée en 12 communes et près de 700 quartiers.
C'est le chef-lieu du département de Pikine, dans la région de Dakar.
M.Abdoulaye Timbo est l'actuel maire réélu pour 5ans après un premier mandat de 2014-2022.
| Période     | Identité              | Parti |
| ----------- | --------------------- | ----- |
| 1984 - 1990 | Alioune Samb          |       |
| 1991 -      | Mamadou Kabirou Mbodj |       |
| 2004 - 2009 | Daour Niang Ndiaye    | PDS   |
| 2009 - 2014 | Pape Sagna Mbaye      | AFP   |
| depuis 2014 | Abdoulaye Timbo       | BBY   |

## Géographie
Les localités les plus proches sont Tounde Ndargou, Dalifor, Hann-Montagne, Dagoudane Pikine, Guinaw-Rails et Thiaroye-sur-mer.

### Population
Gonflée par l'exode rural, la population croît très rapidement et tend aujourd'hui vers le million d'habitants : en 2007, selon les estimations officielles, Pikine compterait 874 062 personnes.

### Activités économiques

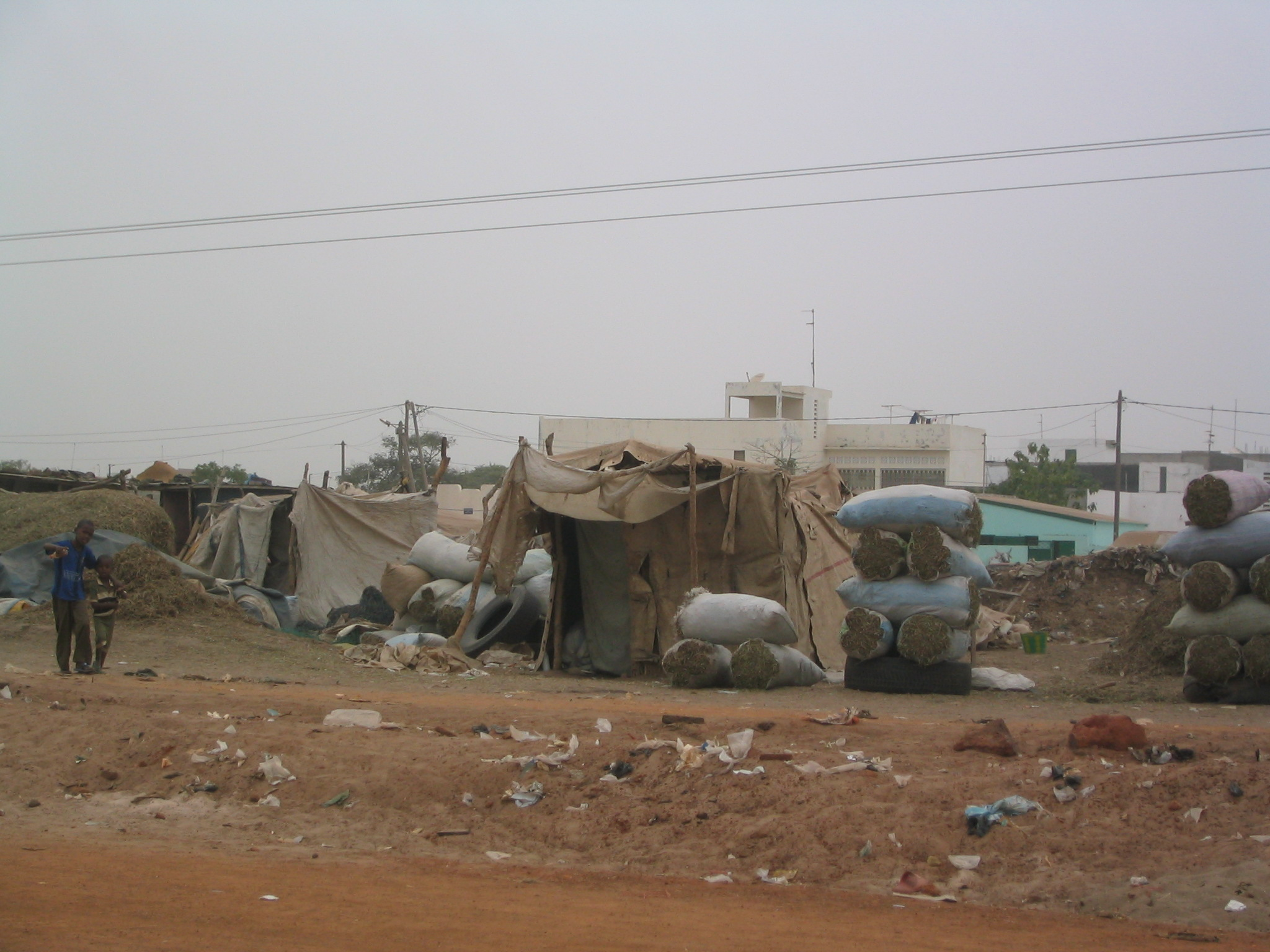
Vente de fourrage urbain à proximité de l'autoroute Thiès-Dakar

Ville de banlieue, à 15 minutes en voiture – en fonction des embouteillages – du centre de Dakar, Pikine constitue souvent une étape pour les populations de l’intérieur du pays qui viennent chercher du travail dans la capitale, mais qui finissent souvent par y rester, grossissant le nombre des sans-emploi.
Ce surpeuplement pose bien d'autres problèmes, tels que l'assainissement par exemple.
Cependant, Pikine abrite la plus grande unité de production du Sénégal, les Industries chimiques du Sénégal (ICS), ainsi que d'autres sociétés spécialisées dans le textile et le bois. On y trouve aussi le principal centre de traitement de la viande du Sénégal (SOSEDAS) et le plus grand marché central du poisson. Une zone de cultures maraîchères, la Grande Niaye de Pikine, se trouve au nord-ouest de la ville.

## Sports
L'Association sportive de Pikine évolue en Ligue 1 du Championnat du Sénégal de football, elle dispose du Stade Alassane Djigo de 4000 places.

## Urbanisme
La ville de Pikine est traversée par cinq grandes avenues qui partent de "Bountou Pikine" (la porte ou entrée de Pikine en wolof) dans l'arrondissement de Pikine-Ouest et qui mènent jusqu'à Thiaroye et Guédiawaye :
- Tally Boumack (Grande route)
- Guinaw rails
- Tally Boubess (nouvelle route)
- Tally Icotaf
- Rue 10

## Personnalités nées à Pikine
- Aïssatou Diamanka-Besland, écrivain, doctorante en Sciences politiques, journaliste,
- Doudou Diaw, footballeur,
- Bamba Dieng, footballeur, vainqueur de la Coupe d'Afrique des Nations en 2021,
- Khalifa Faye, peintre,
- Amadou Hott, ministre de l’Economie, du Plan et de la Coopération,
- Moly Kane, cinéaste, membre fondateur de Cinébanlieue, des lions de arts,
- Alioune Kebe, footballeur,
- Mamadou Mahmoud N'Dongo, écrivain, dramaturge, photographe et cinéaste,
- Félix Mendy, joueur de rugby à XV,
- Kor Sarr, footballeur,
- Thione Seck, chanteur,
- Bintou Zahra Sene, mannequin,
- Mamadou Seck, président de l'Assemblée Nationale, président d'honneur AJBAN,
- Omar Sougou, professeur au « Literature Department Gaston Berger University, Senegal Research: Transformational Creativity: Women Writing Resistance and change »,
- Abdourahmane Sy, responsable cellule communication et marketing de l'Agence nationale de l'Aménagement du Territoire (ANAT),
- Talla Sylla, homme politique,
- Cheikhou Thioune, basketteur.
- Dia Abdoulaye, responsable secteur jeunes animateur socio urbain.
- Amar Diaw: président conseil communal de la jeunesse de Guinaw rails sud, Ingénieur en génie logiciel
- Pape Malick Seck, Président du conseil communal de la jeunesse de Guinaw rails nord, Directeur de case du tout petit de Guinaw rails nord

## Jumelages
Une convention de partenariat a été signée avec la ville française de Péronnas, dans l'Ain.
Au plan bilatéral, la Ville entretient un partenariat avec plusieurs communes parmi lesquelles :
- Nanterre,  France
- Parme,  Italie
- Memphis,  États-Unis

### Filmographie
- Guinaaw Rail, halta à l'insécurité, film documentaire, 1998, 13 min
- OXY Jeunes, la radio communautaire, film documentaire, 2000, 10 min
- Syndicat, le marché aux fruits de Pikine, film documentaire, 2000, 13 min
- (wo) Forkat mbalit : chercheurs d'ordures à la décharge de Dakar-Pikine, documentaire tourné en wolof, réalisé par Alain Epelboin (Yorro K. Fall, conseiller scientifique), CNRS Audiovisuel, Meudon, 1988, 17 min (VHS) http://www.canal-u.tv/video/smm/Collecte d'amulettes à Mbebess, la décharge à ordures de Dakar, Sénégal.11213
- _http://www.canal-u.tv/video/smm/Collecte d'amulettes à Mbebess, la décharge à ordures de Dakar, Sénégal.11213